# 苞葉羽蘚
苞葉羽蘚（学名：Thuidium pristocalyx）为羽蘚科羽蘚屬下的一个种。

## 扩展阅读
- 維基物種上的相關：苞葉羽蘚